# Suzuki Cappuccino

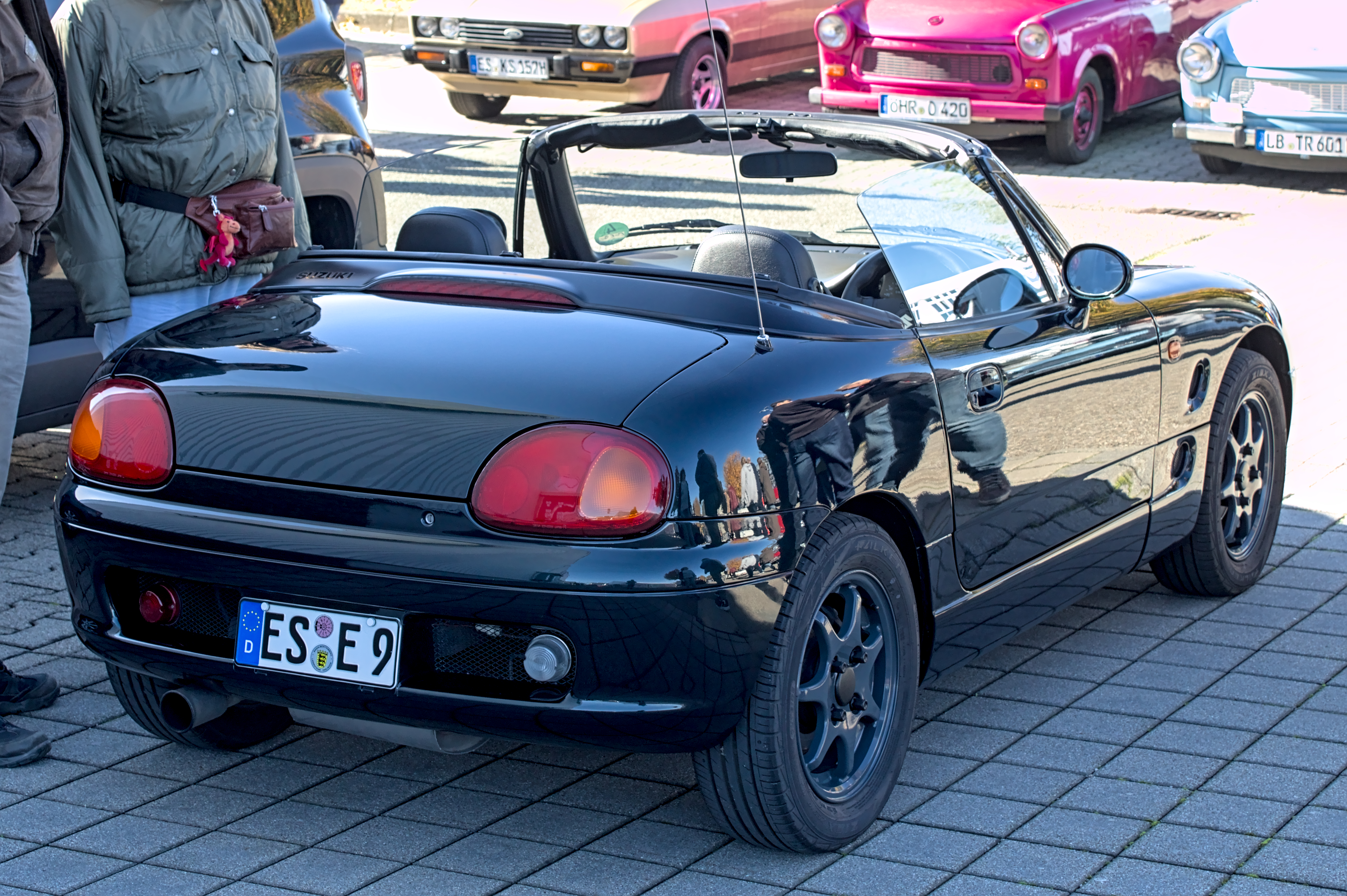

De Suzuki Cappuccino is een automodel van Suzuki Motor Corporation. De Cappuccino is een tweedeurs kei car cabriolet met twee zitplaatsen. De naam is afgeleid van een 'kopje cappuccino met kaneel': het beeld van een kleine cabriolet paste bij het stijlvolle drankje.

## Ontwerp
De Suzuki Cappuccino is een kleine auto welke door zijn formaat, slagvolume en gewicht in een relatief lage belasting- en verzekeringsklasse viel. Het afneembare targa-dak is in drie elementen te verwijderen en te plaatsen in de kofferbak. Zo is de Cappuccino in vier uitvoeringen te rijden: dicht als coupé, open als cabriolet, met alleen het middelste deel als T-top en als targa.

## Productie
De Cappuccino werd in de Kosai-fabriek geproduceerd in Japan. Alle modellen met de F6A motor hebben de modelcode EA11R, en alle modellen met de vernieuwde K6A motor hebben de modelcode EA21R. In Japan werd de Cappuccino geleverd als standaard uitvoering of als 'Limited' waarvoor exclusieve carrosseriekleuren beschikbaar waren.

### Verkoop
Tussen april 1994 en december 1995 werd de Cappuccino verkocht in Nederland. De Cappuccino kostte ongeveer ƒ48.000,-.

## Aandrijving
De Cappuccino is geleverd met twee motoren, beide driecilinder benzinemotoren met een turbolader en intercooler. De Cappuccino heeft de motor voorin het voertuig liggen en is langsgeplaatst, en heeft achterwielaandrijving.
| Periode                 | Modelcode | Motorcode | Slagvolume | Vermogen           | Koppel               |
| ----------------------- | --------- | --------- | ---------- | ------------------ | -------------------- |
| oktober 1991 - mei 1995 | EA11R     | F6A       | 657 cc     | 47 kW bij 6500 tpm | 85,3 Nm bij 4000 tpm |
| mei 1995 - oktober 1998 | EA21R     | K6A       | 658 cc     | 47 kW bij 6500 tpm | 103 Nm bij 3500 tpm  |

De Cappuccino werd geleverd met één motoroptie. Dat was bij introductie in oktober/november 1991 de driecilinder F6A benzinemotor. Deze motor beschikt over een distributieriem. De K6A verving in mei 1995 de F6A motor. De K6A motor beschikt over een distributieketting, is lichter en heeft meer koppel dan zijn voorganger.

## Transmissie
De EA11R-modellen beschikken te allen tijde over een handgeschakelde transmissie met vijf versnellingen. Met de introductie van het EA21R-model met K6A motor kwam ook de optie beschikbaar voor een automatische transmissie met drie trappen.

## Onderstel
De ophanging van alle vier wielen beschikken over dubbele draagarmen, schokdempers en schroefveren en een stabilisatorstang voor en achter.
Huidige modellen Europa:
Across ·
Ignis ·
Jimny ·
S-Cross ·
Swace ·
Swift · 
Vitara

Huidige modellen internationaal:
Alto Lapin · 
APV ·
Baleno ·
Carry · 
Celerio · 
Equator · 
Ertiga · 
Every ·
S-Presso ·
Landy ·
MR Wagon · 
Palette · 
Solio · 
Wagon R

Uit productie:
Cappuccino · 
Cara ·
Cervo · 
Forenza ·
Fronte · 
Grand Vitara · 
Grand Vitara XL-7 · 
Kei · 
Kizashi · 
Liana · 
LJ · 
Mighty Boy · 
Reno ·
SJ/Samurai · 
Splash ·
Suzulight · 
Twin · 
Verona ·
X-90 · 
XL7 · 
Wagon R+

Concept cars:
A-Star · 
Concept-S · 
Ionis ·
Concept Kizashi · 
Concept Kizashi 2 · 
Concept Kizashi 3 · 
Kizashi Apex Turbo ·
Kizashi EcoCharge ·
LC · 
Makai · 
Mom's Personal Wagon ·
Pixy en SCC · 
P.X · 
Q · 
RIII · 
Regina · 
S-Cross ·
Splash · 
Swift S · 
Swift PHEV ·
SXForce ·
X-Head · 
XA Alpha